# Philipp Carl Anton von Groschlag zu Dieburg
Philipp Carl Anton von Groschlag zu Dieburg (auch Diepurg) (* 5. August 1691; † 19. Februar 1757 in Wetzlar) war Präsident des Reichskammergerichts zu Wetzlar.

## Familie
Der Freiherr Philipp Carl Anton entstammte dem alten Adelsgeschlecht derer von Groschlag. Sein Vater war Johann Philipp Ernst von Groschlag zu Dieburg (* 17. Juli 1650 in Dieburg; † 8. September 1716 Schloss Stockau, Dieburg) und Freiin Anna Helene von Wambolt zu Umstadt (1657–1722). Er war mit Maria Philippina Franzisca Freiin von Bicken ab 1723 verheiratet und hatte mit ihr zwei Kinder: Friedrich Carl Willibald (1729–1799), der später vor allem als Diplomat tätig war und Philippine Gabriele Sophie Dorothea Auguste Josepha (1739–1824).

## Leben
Groschlag zu Dieburg studierte Rechtswissenschaften und trat in die Dienste von Kurmainz. Zuletzt war er dort Wirklicher Geheimer Rat, Konferenzminister, Hofgerichtspräsident und Direktorialgesandter bei den assoziierten Kreisen. Von 1743 bis 1757 war er katholischer Präsident des Reichskammergerichts.